# Liberty (periódico)
Liberty foi um periódico do século XIX editado nos Estados Unidos pelo anarco-individualista Benjamin Tucker. Foi publicado de Agosto de 1881 a Abril de 1908. O periódico foi fundamental no desenvolvimento e formalização da filosofia anarco-individualista publicando ensaios e servindo como um formato para debates. Contribuidores incluem Benjamin Tucker, Lysander Spooner, Auberon Herbert, Dyer Lum, Joshua K. Ingalls, John Henry Mackay, Victor Yarros, Wordsworth Donisthorpe, James L. Walker, J. William Lloyd, Florence Finch Kelly, Voltairine de Cleyre, Steven T. Byington, John Beverley Robinson, Jo Labadie, Lillian Harman, e Henry Appleton. É incluído em seu cabeçalho uma citação de Proudhon dizendo que a liberdade "Não é a Filha, mas a Mãe da Ordem".

## Digitalização
Em 2007, arquivista mutualista Shawn P. Wilbur usou fichas obtidas da Libertarian Microfiche Publishing para lançar o primeiro arquivo digital completo da Liberty. 